# Valter Mainetti
Valter Mainetti (Roma, 28 ottobre 1947) è un imprenditore, editore e dirigente d'azienda italiano, principale azionista del Gruppo Sorgente, presidente della Società italiana per le Condotte d'Acqua e di Musa Comunicazione.

## Biografia

### Origini e formazione
Appartiene ad una famiglia di imprenditori; il nonno materno Luigi Binda aveva creato 
un'impresa a New York nel 1919 specializzata nel montaggio di strutture in ferro (tra i lavori effettuati ci sono anche il Chrysler Building e l'ampliamento della New York Stock Exchange). Anche l'impresa della famiglia paterna si era occupata, fin dal 1910, della realizzazione di opere in ferro poi nel secondo dopoguerra iniziò a costruire impianti meccanici e industriali, per il Sincrotrone di Frascati, l'Alfa Romeo di Arese, le acciaierie di Terni e di Taranto.
Dopo aver conseguito diploma di laurea nel 1973 in "Scienze Politiche", alla Sapienza di Roma, con relatore Aldo Moro, dalla metà degli anni Settanta inizia a lavorare nelle aziende di famiglia, attive sin dall'inizio del secolo in Italia e negli USA, nel settore delle costruzioni in ferro e del real estate.

### La direzione di "Sagefim" e "Sorgente Group"
Nel 1987 assume la guida della Sagefim Partecipazioni Spa, una società del settore immobiliare. Le attività della società erano state gradualmente orientate verso l'edilizia sociale, ma nel 1999, con l'introduzione in Italia della normativa sui fondi immobiliari, ristruttura profondamente le imprese sia in Italia che in USA sotto il marchio Sorgente Group, da lui ideato, indirizzando l'attività verso il settore della finanza immobiliare e nell'acquisto di immobili ritenuti iconici.

### Le attività nel settore della finanza immobiliare
Come amministratore delegato di Sorgente Sgr, nel 2001 lancia il primo fondo immobiliare, “Michelangelo”, destinato a investitori istituzionali, con un portafoglio di partecipazioni in immobili di prestigio quali il Chrysler Building e il Flatiron Building di New York.
Attraverso i fondi gestiti acquista nel 2004 Palazzo del Tritone a Roma, che diventa la sede dell'azienda e al piano terra ospita lo Spazio Espositivo Tritone. Sempre nel 2006 viene acquisito il palazzo de la Rinascente di Piazza Fiume a Roma, unico immobile progettato a Roma da Franco Albini, inserimento nel tessuto storico della Capitale di un’opera in stile moderno.
Risale al 2012 l’acquisto del Fine Arts Building di Los Angeles e al 2013 il Clock Tower di Santa Monica. Nel 2014 è stato acquisito un immobile in Lungotevere Aventino 4, 5, 6 a Roma, dove si trova la sede della Fondazione Sorgente Group.
Il gruppo opera nei settori della finanza, delle costruzioni edilizie, delle infrastrutture e del restauro. Nell'ambito del Gruppo, il patrimonio immobiliare posseduto, gestito e amministrato dalle società controllate ammonta a 5 miliardi di dollari. Comprendendo anche il patrimonio dei fondi, nel gennaio 2019 era di 5 miliardi di euro (nel 2018 era di 5,8 miliardi di euro). 

### L'acquisizione di "Condotte d'Acqua"
Nel luglio 2023 acquisisce, attraverso Tiberiade Holding, appartenente a un ramo della sua famiglia, il ramo Core della storica società di costruzione e grandi opere Condotte, rilanciandola come Società italiana per le Condotte d’Acqua 1880. L’operazione ha un valore complessivo di 345 milioni di euro (di 105 milioni di euro come costo della transazione e 240 milioni di euro di sostituzione delle garanzie).

## L'interesse per l'arte e le altre attività
Mainetti è un collezionista di opere d'arte antica. Con la Fondazione Sorgente Group, di cui è presidente, raccoglie opere scultoree della tradizione classica e dipinti antichi.
Nel 2016 tramite il "Sorgente Group" è diventato l'azionista di maggioranza del quotidiano "Il Foglio Quotidiano" acquisendone il 97,7 delle azioni. 

## Onorificenze
- "Professore ad Honorem" presso "Università di Parma" - 16 dicembre 2016[17]